# Movimiento Patagónico Popular
El Movimiento Patagónico Popular (MPP), es un partido político argentino de ámbito provincial, funcional en la provincia de Río Negro, fundado en 1992 por el dirigente Julio Rodolfo Salto, hasta entonces miembro del Partido Intransigente (PI). De ideología progresista y provincialista, ha integrado numerosas coaliciones electorales con el Partido Justicialista y la Unión Cívica Radical, para posteriormente formar parte de la alianza provincial denominada Juntos Somos Río Negro, actualmente gobernante. Sucedió a la coalición "Movimiento Popular" con la que Salto disputó la gobernación de Río Negro en las elecciones provinciales de 1991, obteniendo el 14,31% de los votos y convirtiendo a la formación en la tercera fuerza provincial.
Desde la fundación del partido este fue encabezado por Salto como su principal dirigente, que fue candidato a vicegobernador en las elecciones de 1995 acompañando al peronista Remo Costanzo, perdiendo por unos pocos cientos de votos. Tras la muerte de Salto por una infección generalizada en diciembre de 2006, Juan Elvis Cides asumió la conducción del partido, manteniéndola hasta la actualidad.